# Palais du Podestat (Bologne)
Pour les articles homonymes, voir Palazzo del Podestà.
Le Palais du Podestat (en italien : Palazzo del Podestà) est un bâtiment civique du XIIIe siècle de la ville de Bologne de la région Émilie-Romagne), en Italie du nord.

## Historique
L'édifice a été construit vers 1200 pour être le siège du podestat local et des différents fonctionnaires de la commune. Il se situe sur la Piazza Maggiore, à proximité du Palazzo Communale et face à la Basilique San Petronio. S'avérant insuffisant pour l'accueil des citoyens à cause de la participation massive du peuple dans le gouvernement de la ville, en 1245 il est flanqué par le Palazzo Re Enzo, sur lequel se dresse la Torre dell'Arengo, dont la cloche a été utilisée pour appeler les gens en cas d'urgence.
Le Palazzo del Podestà est un long bâtiment, avec une grande salle à l'étage supérieur. L'étage inférieur est constitué par une double arcade ouverte, appelé Voltone del Podestà, où se trouvent deux rangées de magasins. Sous la tour du palais, au centre de l'édifice, un curieux effet acoustique permet de se parler, même à voix basse, des quatre coins de la voûte qui la soutiennent.

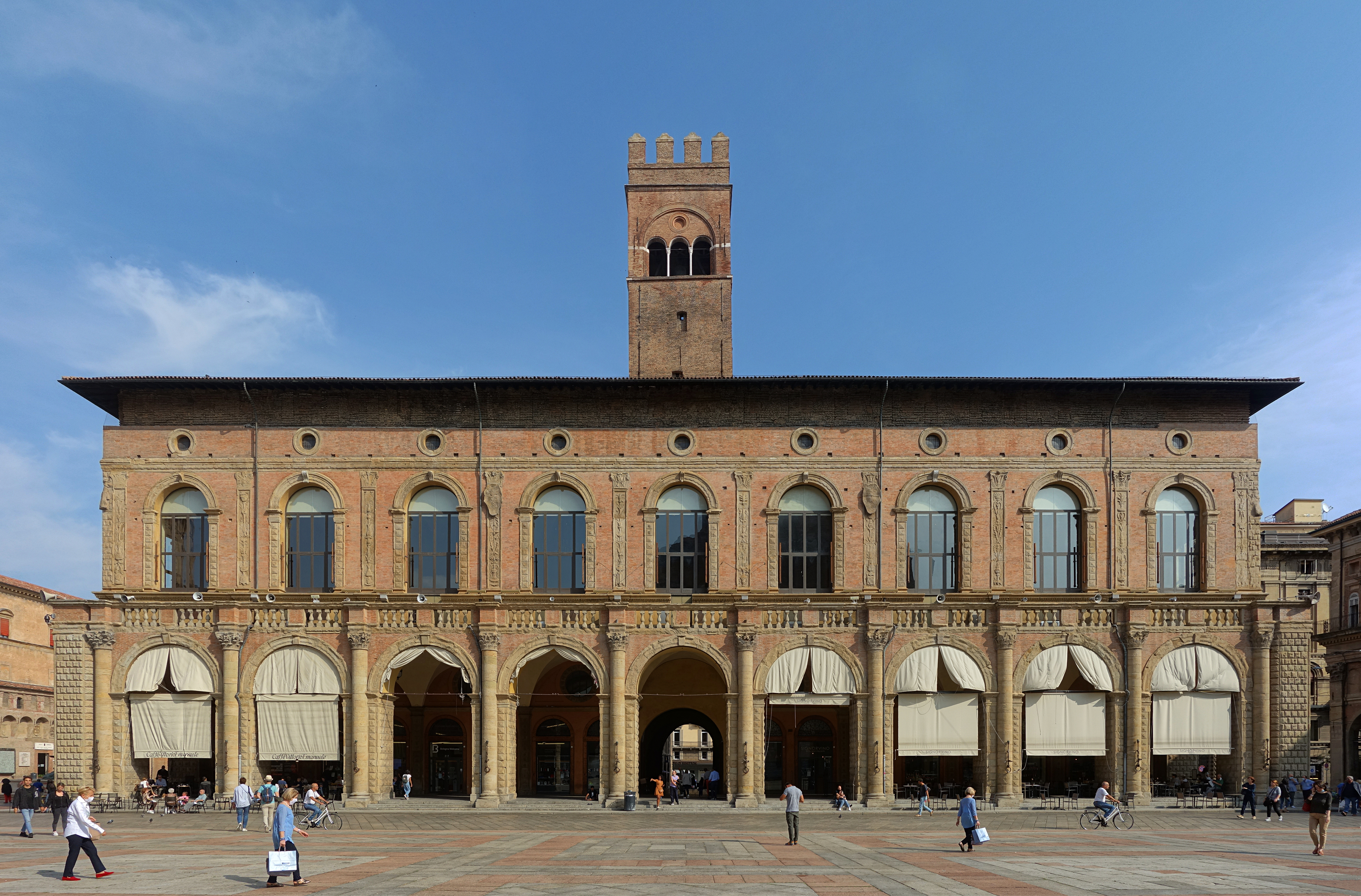
La façade du Palazzo del Podestà.

En 1453, sur ordre de Giovanni II Bentivoglio Aristotile Fioravanti a remplacé la cloche et reconstruit la façade originale de style gothique dans le style Renaissance. En 1525, les statues en terre cuite des protecteurs de la ville furent  placés dans le Voltone. Ces représentations sculptées (Pétrone, Proculus, Dominique et Francis) ont toutes été réalisées par Alfonso Lombardi.
Aux XVIe et XVIIe siècles, le palais a été reconverti en théâtre. Au XXe siècle, le palais fut décoré par des fresques du peintre Adolfo de Carolis.
Parmi les fresques, une d'elles s'intitule L'Abolition de l'esclavage en souvenir des événements de l'an 1256 (Liber Paradisus).

## Sources
- (it) Cet article est partiellement ou en totalité issu de l’article de Wikipédia en italien intitulé « Palazzo del Podestà » (voir la liste des auteurs).